# Bystus drakei
Bystus drakei es una especie de coleóptero de la familia Endomychidae.

## Distribución geográfica
Habita en Paraguay.